# 3117 Niepce
A 3117 Niepce (ideiglenes jelöléssel 1983 CM1) a Naprendszer kisbolygóövében található aszteroida. Norman G. Thomas fedezte fel 1983. február 11-én.